# 포춘 500
포춘 500(Fortune 500)은 미국 경제전문지인 포춘이 매년 발표하는 매출액 기준 미국 최대기업 500개이다. 세계 최대기업 500개도 발표하는데, 포춘 글로벌 500이라고 부른다.
2010년 미국 최대기업은 매출액 4082억 달러(408조원)인 월마트로 발표되었다.

## 같이 보기
- 포춘 글로벌 500
- 포브스 글로벌 2000